# Giovanni Tadolini
Giovanni Tadolini (Giovanni Gaetano Gioacchino, 18. října 1789 Bologna – 29. listopadu 1872 tamtéž) byl italský hudební skladatel, dirigent a hudební pedagog.

## Život
Narodil se v Bologni. Jeho otec byl malířem a varhaníkem. U něj získal základní hudební vzdělání. Měl šest sourozenců. Bratr Giuseppe se stal profesorem kontrabasu a violoncella u Modenského dvora a další bratr, Antonio, působil jako vyhledávaný ladič klavírů. Studoval zpěv u Mattea Babiniho a skladbu u Stanislava Matteiho na Liceo Musicale (nyní Conservatorio Giovanni Battista Martini). Mezi jeho další učitele patřili Angelo Tessei a Luigi Palmerini. Během studia se seznámil s Gioachinem Rossinim, který byl pouze o tři roky starší.
V roce 1810 odešel do Paříže, kde pracoval jako korepetitor a sbormistr v Théâtre Italien. Příležitostně komponoval árie do melodramat uváděných v divadle a písně pro koncertní provedení.
Po obsazení Paříže ruskými a rakouskými armádami, se v roce 1814 vrátil do Itálie. Stal se dirigentem a sbormistrem v městském divadle Teatro Comunale di Bologna. Jako operní skladatel úspěšně debutoval v Teatro San Moisè Benátkách operou Le bestie in uomini na libreto Angela Anèlliho. I další jeho opery měly u obecenstva úspěch.
V roce 1825 byl jmenován kapelníkem katedrály sv. Petra. V této funkci setrval i přes častou nepřítomnost až do své smrti. Hudební archiv katedrály obsahuje více než dvě stě jeho sakrálních skladeb, z nichž mnohé ještě nejsou ani katalogizovány. Rovněž byl přijat za člena Bolognské filharmonické akademie.

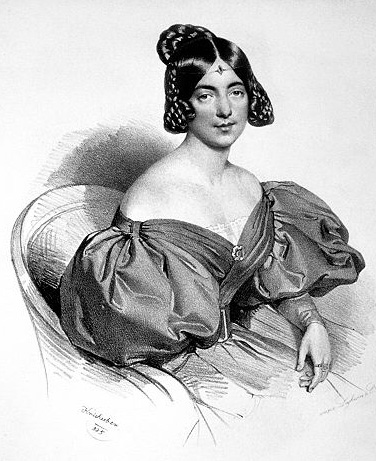
Eugenia Tadolini

V roce 1827 se oženil se svou žačkou, sopranistkou Eugenií Savoraniovou, která se pod jménem Eugenia Tadolini stala jednou z nejoblíbenějších zpěvaček počátku století. V roce 1829 se vrátil do Paříže a znovu i se svou ženou působil v Théâtre-Italien. Manželství skončilo rozvodem v roce 1834.
Do Bologni se vrátil v roce 1839. Založil a řídil pěveckou školu. V jejím čele stál až do své smrti. V posledních desetiletích svého života byl postižen vážnou oční chorobou. Zemřel v Bologni 29. listopadu 1872 a byl pohřben na hřbitově Certosa di Bologna.

## Dílo
Tadolini zkomponoval 8 oper a velké množství sakrální hudby včetně kantát a oratorií. Je rovněž autorem mnoha symfonií, sonát, písní a jiné komorní hudby.
Dnes je znám hlavně jako spoluautor Rossiniho Stabat Mater. Dílo rozpracoval Rossini, ale vážně onemocněl. Nedokončené skladby se v roce 1833 ujal Tadolini a doplnil šest částí. Když se však později Rossini uzdravil, nahradil všechny části zkomponované Tadolinim svými. Premiéra této verze se uskutečnila v pařížském Théâtre-Italien 7. 1. 1842.
Opery
- Le bestie in uomini (Benátky, Teatro San Moisè, 1815; libreto Angelo Anelli)
- La fata Alcina (Benátky, Teatro San Moisè, 1815)
- La principessa di Navarra, ossia Il Gianni di Parigi (Bologna, Teatro Contavalli, 1816)
- Il credulo deluso (Řím, Teatro Valle, 1817; libreto Cesare Sterbini)
- Tamerlano (Bologna, 1818; libreto Agostino Piovene)
- Moctar, gran visir di Adrianopoli (Bologna, Teatro Comunale di Bologna, 1824; libreto Luigi Romanelli)
- Mitridate (Benátky, Teatro La Fenice 1827; libreto Gaetano Rossi)
- Almanzor (Terst, Teatro Grande, 1827; libreto Felice Romani)